# 979
Năm 979 là một năm trong lịch Julius.

## Sự kiện

### Tháng 6
- 3 tháng 6: Tống Thái Tông tiêu diệt Bắc Hán thống nhất Trung Quốc

### Tháng 8
- 1 tháng 8: Chiến dịch Cao Lương Hà.

### Tháng 9
- 3 tháng 9: Liêu Cảnh Tông phát động chiến dịch Mãn Thành

### Tháng 11
- Đinh Tiên Hoàng và Đinh Liễn bị giết
- Đinh Toàn kế vị hoàng đế nhà Đinh (Đinh Phế Đế)

## Mất
- Đinh Liễn
- Đinh Tiên Hoàng